# Jamaica a 2016. évi nyári olimpiai játékokon
Jamaica a brazíliai Rio de Janeiróban megrendezett 2016. évi nyári olimpiai játékok egyik részt vevő nemzete volt. Az országot az olimpián 4 sportágban 56 sportoló képviselte, akik összesen 11 érmet szereztek.

## Érmesek
| Érem  | Versenyző | Sportág  | Versenyszám           |
| ----- | --- | -------- | --------------------- |
| Arany | Usain Bolt | Atlétika | Férfi 100 m           |
| Arany | Usain Bolt | Atlétika | Férfi 200 m           |
| Arany | Omar McLeod | Atlétika | Férfi 110 m gát       |
| Arany | Nickel Ashmeade Kemar Bailey-Cole Yohan Blake Usain Bolt Jevaughn Minzie Asafa Powell                                    | Atlétika | Férfi 4 × 100 m váltó |
| Arany | Elaine Thompson | Atlétika | Női 100 m             |
| Arany | Elaine Thompson | Atlétika | Női 200 m             |
| Ezüst | Nathon Allen Fitzroy Dunkley Javon Francis Peter Matthews Rusheen McDonald                                               | Atlétika | Férfi 4 × 400 m váltó |
| Ezüst | Veronica Campbell-Brown Simone Facey Sashalee Forbes Shelly-Ann Fraser-Pryce Elaine Thompson Christania Williams         | Atlétika | Női 4 × 100 m váltó   |
| Ezüst | Stephenie Ann McPherson Christine Day Chrisann Gordon Shericka Jackson Anneisha McLaughlin-Whilby Novlene Williams-Mills | Atlétika | Női 4 × 400 m váltó   |
| Bronz | Shelly-Ann Fraser-Pryce                                                                                                  | Atlétika | Női 100 m             |
| Bronz | Shericka Jackson | Atlétika | Női 400 m             |

## Atlétika
Férfi
| Versenyző                                                                             | Versenyszám     | Selejtező | Selejtező | Selejtező | Előfutam | Előfutam | Előfutam | Elődöntő | Elődöntő | Elődöntő | Döntő   | Döntő    |
| Versenyző                                                                             | Versenyszám     | Idő       | Hely.     | Össz.     | Idő      | Hely.    | Össz.    | Idő      | Hely.    | Össz.    | Idő     | Helyezés |
| ------------------------------------------------------------------------------------- | --------------- | --------- | --------- | --------- | -------- | -------- | -------- | -------- | -------- | -------- | ------- | -------- |
| Nickel Ashmeade                                                                       | 100 m           | kiemelt   | kiemelt   | kiemelt   | 10,13    | 2.       | 8.***    | 10,05    | 5.       | 11.*     | kiesett | kiesett  |
| Nickel Ashmeade                                                                       | 200 m           |           |           |           | 20,15    | 1.       | 4.*      | 20,31    | 4.       | 13.      | kiesett | kiesett  |
| Yohan Blake                                                                           | 200 m           |           |           |           | 20,13    | 2.       | 3.       | 20,37    | 6.       | 16.*     | kiesett | kiesett  |
| Yohan Blake                                                                           | 100 m           | kiemelt   | kiemelt   | kiemelt   | 10,11    | 1.       | 6.       | 10,01    | 2.       | 7.**     | 9,93    | 4.       |
| Usain Bolt                                                                            | 100 m           | kiemelt   | kiemelt   | kiemelt   | 10,07    | 1.       | 4.       | 9,86     | 1.       | 1.       | 9,81    |          |
| Usain Bolt                                                                            | 200 m           |           |           |           | 20,28    | 1.       | 15.*     | 19,78    | 1.       | 1.       | 19,78   |          |
| Fitzroy Dunkley                                                                       | 400 m           |           |           |           | 45,66    | 4.       | 24.      | kiesett  | kiesett  | kiesett  | kiesett | kiesett  |
| Javon Francis                                                                         | 400 m           |           |           |           | 45,88    | 3.       | 27.      | 44,96    | 5.       | 12.      | kiesett | kiesett  |
| Rusheen McDonald                                                                      | 400 m           |           |           |           | 45,22    | 2.       | 5.       | 46,12    | 6.       | 21.      | kiesett | kiesett  |
| Kemoy Campbell                                                                        | 5000 m          |           |           |           | 13:30,32 | 10.      | 25.      |          |          |          | kiesett | kiesett  |
| Deuce Carter                                                                          | 110 m gát       |           |           |           | 13,51    | 1.       | 11.      | 13,69    | 6.       | 20.      | kiesett | kiesett  |
| Omar McLeod                                                                           | 110 m gát       |           |           |           | 13,27    | 1.       | 1.       | 13,15    | 1.       | 1.       | 13,05   |          |
| Andrew Riley                                                                          | 110 m gát       |           |           |           | 13,52    | 3.       | 12.*     | 13,46    | 4.       | 11.*     | kiesett | kiesett  |
| Roxroy Cato                                                                           | 400 m gát       |           |           |           | 48,56    | 4.       | 5.       | kizárták | kizárták | kizárták | kiesett | kiesett  |
| Jaheel Hyde                                                                           | 400 m gát       |           |           |           | 49,24    | 4.       | 18.      | 49,17    | 5.       | 14.      | kiesett | kiesett  |
| Annsert Whyte                                                                         | 400 m gát       |           |           |           | 48,37    | 1.       | 1.       | 48,32    | 1.       | 2.       | 48,07   | 5.       |
| Asafa Powell Yohan Blake Nickel Ashmeade Usain Bolt Jevaughn Minzie Kemar Bailey-Cole | 4 × 100 m váltó |           |           |           | 37,94    | 2.       | 5.       |          |          |          | 37,27   |          |
| Peter Matthews Nathon Allen Fitzroy Dunkley Javon Francis Rusheen McDonald            | 4 × 400 m váltó |           |           |           | 2:58,29  | 1.       | 1.       |          |          |          | 2:58,16 |          |

| Versenyző        | Versenyszám   | Selejtező                | Selejtező                | Döntő    | Döntő    |
| Versenyző        | Versenyszám   | Eredmény                 | Helyezés                 | Eredmény | Helyezés |
| ---------------- | ------------- | ------------------------ | ------------------------ | -------- | -------- |
| Demar Forbes     | Távolugrás    | 785 cm                   | 12.                      | 782 cm   | 12.      |
| Aubrey Smith     | Távolugrás    | érvényes kísérlet nélkül | érvényes kísérlet nélkül | kiesett  | kiesett  |
| Clive Pullen     | Hármasugrás   | 16,08 m                  | 33.                      | kiesett  | kiesett  |
| O'Dayne Richards | Súlylökés     | 20,40 m                  | 12.                      | 20,64 m  | 8.       |
| Fedrick Dacres   | Diszkoszvetés | 50,69 m                  | 34.                      | kiesett  | kiesett  |

Női
| Versenyző | Versenyszám     | Selejtező | Selejtező | Selejtező | Előfutam | Előfutam | Előfutam | Elődöntő | Elődöntő | Elődöntő | Döntő   | Döntő    |
| Versenyző | Versenyszám     | Idő       | Hely.     | Össz.     | Idő      | Hely.    | Össz.    | Idő      | Hely.    | Össz.    | Idő     | Helyezés |
| --- | --------------- | --------- | --------- | --------- | -------- | -------- | -------- | -------- | -------- | -------- | ------- | -------- |
| Shelly-Ann Fraser-Pryce                                                                                                  | 100 m           | kiemelt   | kiemelt   | kiemelt   | 10,96    | 1.       | 1.       | 10,88    | 1.       | 1.*      | 10,86   |          |
| Christania Williams | 100 m           | kiemelt   | kiemelt   | kiemelt   | 11,27    | 2.       | 15.      | 10,96    | 3.       | 8.       | 11,80   | 8.       |
| Elaine Thompson | 100 m           | kiemelt   | kiemelt   | kiemelt   | 11,21    | 1.       | 11.      | 10,88    | 1.       | 1.*      | 10,71   |          |
| Elaine Thompson | 200 m           |           |           |           | 22,63    | 2.       | 9.       | 22,13    | 2.       | 2.*      | 21,78   |          |
| Veronica Campbell-Brown                                                                                                  | 200 m           |           |           |           | 22,97    | 3.       | 27.*     | kiesett  | kiesett  | kiesett  | kiesett | kiesett  |
| Simone Facey | 200 m           |           |           |           | 22,78    | 2.       | 16.**    | 22,57    | 3.       | 11.      | kiesett | kiesett  |
| Christine Day | 400 m           |           |           |           | 51,54    | 1.       | 15.      | 51,53    | 4.       | 15.      | kiesett | kiesett  |
| Shericka Jackson | 400 m           |           |           |           | 51,73    | 1.       | 17.      | 49,83    | 1.       | 2.       | 49,85   |          |
| Stephenie Ann McPherson                                                                                                  | 400 m           |           |           |           | 51,36    | 1.       | 10.      | 50,69    | 2.       | 7.       | 50,97   | 6.       |
| Simoya Campbell | 800 m           |           |           |           | 2:02,07  | 7.       | 41.      | kiesett  | kiesett  | kiesett  | kiesett | kiesett  |
| Natoya Goule | 800 m           |           |           |           | 2:00,49  | 3.       | 24.      | kiesett  | kiesett  | kiesett  | kiesett | kiesett  |
| Kenia Sinclair | 800 m           |           |           |           | 2:03,76  | 7.       | 51.      | kiesett  | kiesett  | kiesett  | kiesett | kiesett  |
| Megan Simmonds | 100 m gát       |           |           |           | 12,81    | 2.       | 7.       | 12,95    | 5.       | 14.*     | kiesett | kiesett  |
| Shermaine Williams | 100 m gát       |           |           |           | 12,95    | 4.       | 21.      | 12,86    | 5.       | 9.       | kiesett | kiesett  |
| Nickiesha Wilson | 100 m gát       |           |           |           | 12,89    | 3.       | 16.      | 13,14    | 7.       | 19.      | kiesett | kiesett  |
| Leah Nugent | 400 m gát       |           |           |           | 55,66    | 2.       | 8.       | 54,98    | 3.       | 7.       | 54,45   | 6.       |
| Janieve Russell | 400 m gát       |           |           |           | 56,13    | 2.       | 16.      | 54,92    | 2.       | 6.       | 54,56   | 7.       |
| Ristananna Tracey | 400 m gát       |           |           |           | 54,88    | 1.       | 1.       | 54,80    | 2.       | 4.       | 54,15   | 5.       |
| Aisha Praught | 3000 m akadály  |           |           |           | 9:35,79  | 8.       | 28.      |          |          |          | 9:34,20 | 14.      |
| Christania Williams Elaine Thompson Veronica Campbell-Brown Shelly-Ann Fraser-Pryce Simone Facey Sashalee Forbes         | 4 × 100 m váltó |           |           |           | 41,79    | 1.       | 2.       |          |          |          | 41,36   |          |
| Stephenie Ann McPherson Anneisha McLaughlin-Whilby Shericka Jackson Novlene Williams-Mills Christine Day Chrisann Gordon | 4 × 400 m váltó |           |           |           | 3:22,38  | 1.       | 2.       |          |          |          | 3:20,34 |          |

| Versenyző         | Versenyszám   | Selejtező                | Selejtező                | Döntő    | Döntő    |
| Versenyző         | Versenyszám   | Eredmény                 | Helyezés                 | Eredmény | Helyezés |
| ----------------- | ------------- | ------------------------ | ------------------------ | -------- | -------- |
| Shanieka Thomas   | Hármasugrás   | 14,02 m                  | 14.                      | kiesett  | kiesett  |
| Kimberly Williams | Hármasugrás   | 14,22 m                  | 6.                       | 14,53 m  | 7.       |
| Danniel Thomas    | Súlylökés     | 16,99 m                  | 25.                      | kiesett  | kiesett  |
| Tarasue Barnett   | Diszkoszvetés | 58,09 m                  | 16.                      | kiesett  | kiesett  |
| Kellion Knibb     | Diszkoszvetés | érvényes kísérlet nélkül | érvényes kísérlet nélkül | kiesett  | kiesett  |
| Shadae Lawrence   | Diszkoszvetés | 57,09 m                  | 22.                      | kiesett  | kiesett  |
| Daina Levy        | Kalapácsvetés | 60,35 m                  | 30.                      | kiesett  | kiesett  |

* - egy másik versenyzővel azonos eredményt ért el

** - két másik versenyzővel azonos eredményt ért el

*** - négy másik versenyzővel azonos eredményt ért el

## Műugrás
Férfi
| Versenyző          | Versenyszám    | Selejtező | Selejtező | Elődöntő | Elődöntő | Döntő   | Döntő    |
| Versenyző          | Versenyszám    | Pont      | Helyezés  | Pont     | Helyezés | Pont    | Helyezés |
| ------------------ | -------------- | --------- | --------- | -------- | -------- | ------- | -------- |
| Yona Knight-Wisdom | Egyéni műugrás | 416,55    | 11.       | 381,40   | 14.      | kiesett | kiesett  |

## Torna
Női
| Versenyző         | Versenyszám      | Selejtező | Selejtező | Döntő    | Döntő    |
| Versenyző         | Versenyszám      | Pontszám  | Helyezés  | Pontszám | Helyezés |
| ----------------- | ---------------- | --------- | --------- | -------- | -------- |
| Toni-Ann Williams | Talaj            | 13,200    | 51.       | kiesett  | kiesett  |
| Toni-Ann Williams | Felemás korlát   | 11,533    | 78.       | kiesett  | kiesett  |
| Toni-Ann Williams | Gerenda          | 12,133    | 73.       | kiesett  | kiesett  |
| Toni-Ann Williams | Egyéni összetett | 50,966    | 54.       | kiesett  | kiesett  |

## Úszás
Férfi
| Versenyző      | Versenyszám | Előfutam | Előfutam | Előfutam | Elődöntő | Elődöntő | Elődöntő | Döntő   | Döntő    |
| Versenyző      | Versenyszám | Idő      | Hely.    | Össz.    | Idő      | Hely.    | Össz.    | Idő     | Helyezés |
| -------------- | ----------- | -------- | -------- | -------- | -------- | -------- | -------- | ------- | -------- |
| Timothy Wynter | 100 m hát   | 57,20    | 2.       | 34.      | kiesett  | kiesett  | kiesett  | kiesett | kiesett  |

Női
| Versenyző     | Versenyszám | Előfutam | Előfutam | Előfutam | Elődöntő | Elődöntő | Elődöntő | Döntő   | Döntő    |
| Versenyző     | Versenyszám | Idő      | Hely.    | Össz.    | Idő      | Hely.    | Össz.    | Idő     | Helyezés |
| ------------- | ----------- | -------- | -------- | -------- | -------- | -------- | -------- | ------- | -------- |
| Alia Atkinson | 100 m mell  | 1:06,72  | 2.       | 7.       | 1:06,52  | 3.*      | 5.*      | 1:08,10 | 8.       |

* - egy másik versenyzővel/váltóval azonos időt ért el